# Ремзек-на-Неккарі
Ремзек-на-Неккарі (нім. Remseck am Neckar) — місто у Німеччині, в землі Баден-Вюртемберг.
Місто підпорядковано адміністративному округу Штутгарт. Входить до складу району Людвігсбург. Кількість населення складає 23 355 осіб (станом на 31 грудня 2010).
Місто поділяється на 6 міських районів.

## Галерея

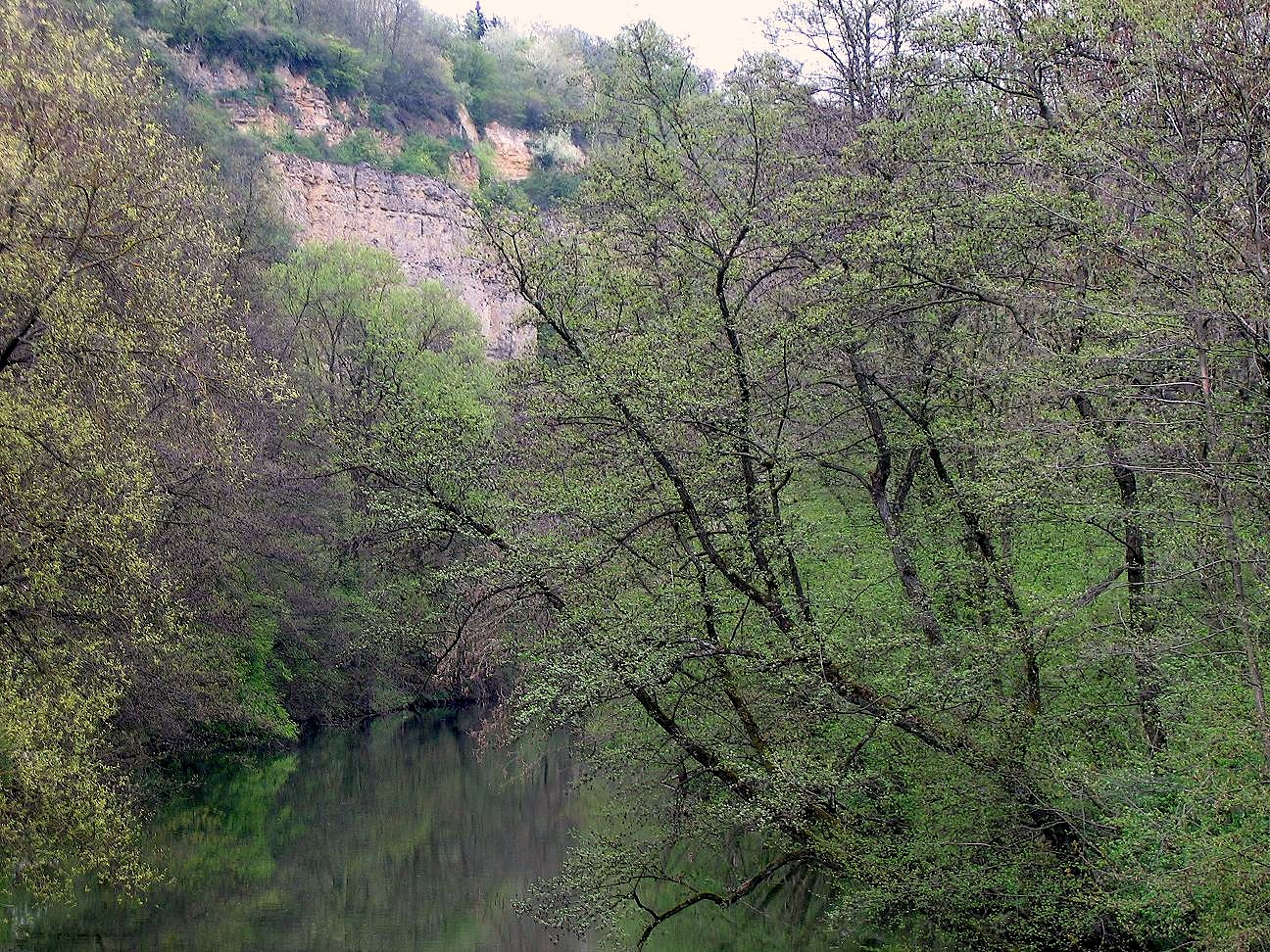
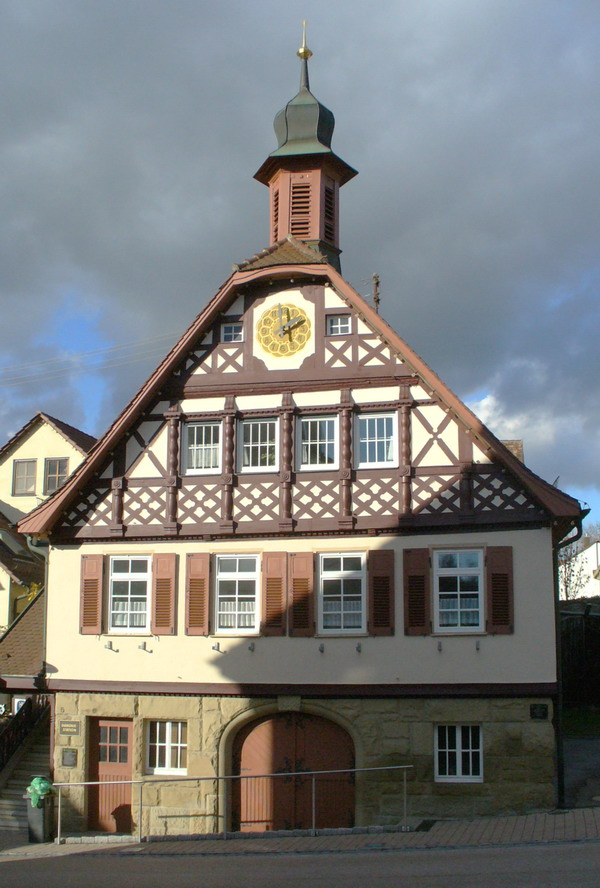
Ратуша